# 大耳高山䶄
大耳高山䶄（学名：Alticola macrotis）为仓鼠科高山䶄属的动物。分布于蒙古，西伯利亚以及中国大陆，新疆等地，多见于有记载无生境描述。该物种的模式产地在西伯利亚萨彦岭西部。

## 亚种
- 大耳高山䶄阿尔泰亚种（学名：Alticola macrotis vinogradovi），Rasorenova于1933年命名。在中国大陆，分布于新疆（阿尔泰山）等地。该物种的模式产地在西伯利亚阿尔泰。[3]